# Casey Berrier
Casey Berrier (* 4. Mai 1988) ist eine US-amerikanische Fußballspielerin, die zuletzt in der Saison 2013 beim FC Kansas City in der National Women’s Soccer League unter Vertrag stand.

## Karriere
In der Saison 2012 lief sie gemeinsam mit ihrer Landsfrau Liz Bogus für den finnischen Erstligisten PK-35 Vantaa auf, für den sie unter anderem auch in zwei Partien in der Champions League spielte und am Saisonende das Double aus Meisterschaft und Pokalsieg feiern konnte. Anfang 2013 wurde Berrier beim sogenannten Supplemental-Draft der neugegründeten NWSL in der sechsten Runde an Position 46 vom FC Kansas City verpflichtet. Bereits Ende März wurde sie jedoch noch vor dem ersten Spieltag von Kansas freigestellt und versuchte sich anschließend erfolglos als Probespielerin beim Ligakonkurrenten Washington Spirit.

## Erfolge
- 2012: Meister der Naisten Liiga mit PK-35 Vantaa
- 2012: Pokalsieger mit PK-35 Vantaa